# Derovatellus wittei
Derovatellus wittei är en skalbaggsart som beskrevs av Olof Biström 1979. Derovatellus wittei ingår i släktet Derovatellus och familjen dykare. Inga underarter finns listade i Catalogue of Life.